# Aplonis santovestris
Estorninho-de-espírito-santo ou estorninho-de-vanuatu (Aplonis santovestris) é uma espécie de ave da família Sturnidae.
É endémica de Vanuatu.
Os seus habitats naturais são: regiões subtropicais ou tropicais húmidas de alta altitude.